# 1638 az irodalomban
Az 1638. év az irodalomban.

## Halálozások
- május 6. – Cornelius Jansen németalföldi katolikus teológus, a róla janzenizmusnak elnevezett mozgalom megalapítója (* 1585)
- november 9. – Johann Heinrich Alsted (Alstedius) német protestáns teológus, filozófus és polihisztor; az ő enciklopédiája adta a mintát Szenczi Molnár Albert Magyar encyclopaediájához (* 1588)
- december 8. – Ivan Gundulić horvát (Raguzai Köztársaság) költő, drámaíró, a délszláv barokk egyik legnagyobb egyénisége (* 1588)[1]